# Гусарщина
Гусарщина (укр. Гусарщина) — село, 
Карпиловский сельский совет,
Ахтырский район,
Сумская область,
Украина.
Код КОАТУУ — 5920384402. Население по переписи 2001 года составляет 119 человек .

## Географическое положение
Село Гусарщина примыкает к селу Карпиловка.
На расстоянии до 2-х км расположены сёла Николаевка, Вороновщина (Полтавская область) и Матяши (Полтавская область).
Рядом проходит автомобильная дорога Т-1705.